# Ingolf Bauer
Ingolf Bauer (* 1. Mai 1942 in Leipzig; † 15. August 2006) war ein deutscher Volkskundler, Museumsdirektor und Keramikexperte. Er leitete das Institut für Volkskunde der Kommission für Bayerische Landesgeschichte bei der Bayerischen Akademie der Wissenschaften und war stellvertretender Generaldirektor des Bayerischen Nationalmuseums. Bauer gilt als Pionier der systematischen Erforschung volkstümlicher Keramik und prägte die museale Präsentation von Hafner-Keramik in Bayern.
Als freier Mitarbeiter von Harald Szeemann wurde Bauer für die Abteilung „Bilderwelt und Frömmigkeit“ der documenta 5 (1972) in Kassel einberufen. Im Obergeschoss der Neuen Galerie wurden über 520 Exponate präsentiert, darunter Votivgaben, Rosenkränze und Kreuze.